# Arthur C. Harper
Arthur Cyprian Harper (ur. 1866, zm. 25 grudnia 1948) – amerykański polityk, 26. burmistrz Los Angeles. Do Los Angeles przyjechał jako dziecko. Przed wyborem na burmistrza był przedsiębiorcą. Funkcję tę sprawował w latach 1906-1909. W 1909 został zmuszony do rezygnacji, pod groźbą referendum nad jego odwołaniem z powodu oskarżeń o spekulacje akcjami, powiązań z kompaniami kolejowymi, a także zarzutów korupcyjnych. Jako burmistrz rozpoczął prace nad zabudową Civic Center. Po złożeniu urzędu powrócił do biznesu.